# Ái (Phật giáo)
Trong Phật giáo, Ái (Pali: Taṇhā, Phạn: tṛ́ṣṇā) là một khái niệm quan trọng để chỉ cho "sự khao khát, sự thèm muốn, sự thèm khát mãnh liệt, sự tham lam", hoặc về vật chất hoặc về tinh thần. Nó thường được dịch nghĩa một cách điển hình là tham ái, và là một trong ba loại: kāma-taṇhā (dục ái), bhava-taṇhā (hữu ái), và vibhava-taṇhā (phi hữu ái.)
Ái (Taṇhā) xuất hiện trong Tứ diệu đế, trong đó ái (taṇhā) là nguyên nhân của khổ (dukkha) và vòng lặp của sự sinh, sự hữu và sự chết (luân hồi).

## Từ nguyên và ý nghĩa
Taṇhā là một từ trong tiếng Pali, được phát triển từ gốc từ tṛ́ṣṇā (तृष्णा) trong tiếng Phạn vệ đà, mà có nguồn gốc từ *tŕ̥šnas trong ngôn ngữ hệ Ấn - Iran ban đầu (Proto-Indo-Iranian), là từ có liên quan đến gốc từ tarś- (sự khao khát, sự ước mong, sự ao ước), và có dòng dõi cuối cùng từ gốc từ *ters- (khô) trong ngôn ngữ hệ Ấn - Âu.
Từ Taṇhā có các từ đồng nguyên trong ngôn ngữ hệ Ấn - Âu như sau: taršna trong tiếng Avesta, térsomai trong tiếng Hy Lạp cổ đại, troškimas trong tiếng Litva, þaursus trong tiếng Goth, durst trong tiếng Đức cổ, thirst trong tiếng Anh. Từ này xuất hiện nhiều lần trong các tầng Samhita trong kinh Vệ đà, có niên đại từ thiên niên kỉ thứ 2 trước công nguyên, như là trong các bài thánh ca số 1.7.11, 1.16.5, 3.9.3, 6.15.5, 7.3.4 and 10.91.7. Nó cũng xuất hiện trong những bài kinh Vệ đà khác trong Ấn Độ giáo, trong đó ý nghĩa của từ này là "sự khao khát, sự thèm muốn, sự tham đắm, sự ước muốn, sự tham lam một cách phấn khởi, và sự đau khổ từ tham ái."

## Mối liên hệ với khổ (Dukkha)
Trong phần thứ hai của Tứ diệu đế, Đức Phật đã xác định ái (taṇhā) là yếu tố chính trong sự sinh khởi của khổ (sự chịu đựng, nỗi đau, sự không thỏa mãn).
Walpola Rahula nói rằng ái (Taṇhā) hay "sự khao khát, sự thèm muốn, sự tham lam, sự tham đắm" là cái mà nó biểu hiện như là sự khổ và các đời sống tái sinh. Tuy nhiên, Rahula còn thêm rằng, nó không phải là nguyên nhân đầu tiên hay là nguyên nhân duy nhất của khổ hay luân hồi, bởi vì nguồn gốc của mọi thứ đều mang tính tương đối và mang tính phụ thuộc vào một vài thứ khác nữa. Trong tạng kinh tiếng Pali của Phật giáo có khẳng định và xác nhận những sự ô uế và sự không tốt đẹp khác (phiền não, sāsavā dhammā), ngoài ái ra, như là nguyên nhân của khổ. Tuy nhiên, Rahula còn cho biết thêm, ái luôn được liệt kê đầu tiên và được coi như là nguyên nhân có tính quan trọng nhất, có tính tràn ngập tất cả và là "nguyên nhân gẫn gũi và dễ nhận ra nhất" của khổ.
Peter Harvey nói rằng ái là nguồn gốc quan trọng nhất của khổ trong Phật giáo. Nó phản ánh một trạng thái tinh thần của tham ái. Càng tham ái bao nhiêu thì càng phẫn nộ bấy nhiêu bởi vì thế giới luôn luôn thay đổi và có tính chất không thỏa mãn một cách bẩm sinh; tham ái còn mang đến nỗi đau thông qua các sự xung đột và sự cãi vã giữa mỗi cá nhân với nhau, mà tất cả những điều này là một trạng thái của khổ (Dukkha). Đức Phật đã tuyên bố rằng như là chân lý thứ hai trong tứ diệu đế, ái (taṇhā) chính là cái dẫn đến sự tái sinh và vòng luân hồi bất tận, và nó còn được đánh dấu bởi ba loại tham ái: dục ái, hữu ái và phi hữu ái. Trong triết lý của Phật giáo, có các quan điểm đúng (chánh kiến) và quan điểm sai (tà kiến). Đối với các quan điểm sai, nó được lần ra một cách tận cùng đến ái (Taṇhā), nhưng nó cũng khẳng định và xác nhận rằng "quan điểm đúng đắn thông thường" như là việc cho tặng và cúng dường nhà tu hành, cũng là một dạng của thủ (clinging). Sự kết thúc của ái (Taṇhā) xảy ra khi người đó chấp nhận "quan điểm đúng đắn siêu việt" thông qua sự hiểu biết tường tận về vô thường và vô ngã.
Stephen Laumakis nói rằng, cả hai xu hướng thích hợp và không thích hợp đều được liên kết đến những đám cháy của ái, và những xu hướng này sản sinh ra những quả của nghiệp (kamma) theo đó tái sinh. Việc dập lửa và thổi tắt các ngọn lửa này là con đường để giải thoát tường tận khỏi khổ và luân hồi trong Phật giáo. David Webster nói rằng, các bài kinh trong kinh điển tiếng Pali khuyến khích một cách lặp đi lặp lại rằng một người cần phải phá hủy ái (Taṇhā) hoàn toàn, và sự phá hủy là cần thiết cho niết bàn.
Ái (Taṇhā) còn được xác định như là liên kết thứ tám trong nguyên lý duyên khởi. Trong ngữ cảnh của mười hai nhân duyên, sự nhấn mạnh được thể hiện trên các loại ái "mà nuôi dưỡng xu hướng của nghiệp là cái sẽ hình thành nên đời sống kế tiếp."

## Phân loại
Đức Phật đã xác định có ba loại taṇhā:
- Kāma-taṇhā (dục ái):[5] ái đối với các đối tượng của giác quan mà chúng cho cảm giác dễ chịu, hoặc ái với những điều hạnh phúc, mãn nguyện cho các giác quan.[15] Walpola Rahula nói rằng ái không chỉ bao gồm sự ước mong cho những điều hạnh phúc của giác quan, sự giàu có và quyền lực, mà còn "thèm muốn và dính chặt với các ý tưởng và lý tưởng, các quan điểm, các chủ trương, các học thuyết, các khái niệm và các tín ngưỡng (dhamma-taṇhā hay pháp ái)."[8]
- Bhava-taṇhā (hữu ái):[5] ái đối với sự trở thành ai đó, cái gì đó, để hợp nhất với một trải nghiệm nào đó.[15] Harvey nói rằng, loại ái này có liên quan đến bản ngã, là sự truy tìm một danh tính cụ thể và thèm muốn đối với một loại tái sinh cụ thể nào đó một cách vĩnh cữu.[5] Các học giả khác giải thích rằng loại ái này được thúc đẩy bởi quan điểm sai lầm về sự vĩnh hằng (cuộc sống vĩnh hằng) và về sự vĩnh cửu.[4][16]
- Vibhava-taṇhā (vô hữu ái):[4] ái đối với việc không trải nghiệm những điều không dễ chịu trong đời sống hiện tại hoặc tương lai, như là những người hoặc những tình huống không mấy dễ chịu.[5] Loại ái này có thể bao gồm các lần thử tự tử và tự hủy hoại bản thân, và việc này chỉ khiến sự tái sinh về sau ở trong một cảnh giới tồi tệ hơn.[5] Phra Thepyanmongkol nói rằng loại ái này được thúc đẩy bởi quan điển sai lầm về sự đoạn diệt, đó là việc cho rằng không có sự tái sinh.[16]

## Sự đoạn diệt ái (Taṇhā)
Đế thứ ba trong tứ diệu đế hướng dẫn rằng sự đoạn tận ái (taṇhā) là hoàn toàn có thể. Bài kinh chuyển pháp luân nói rằng:
Này các Tỳ-kheo, có một thánh đế về sự đoạn tận của khổ. Đó là sự ly tham, đoạn diệt không có dư tàn của khát ái ấy, sự quăng bỏ, từ bỏ, sự giải thoát và không có chấp trước.
Sự đoạn diệt ái có thể đạt được bằng việc theo đuổi Bát chánh đạo. Trong Phật giáo Thượng tọa bộ, sự đoạn tận mang lại kết quả kết quả từ việc tích lũy sự hiểu biết sâu sắc về tính chất vô thường và vô ngã. Kelvin Trainor nói rằng, sự luyện tập "thiền định với một sự hiểu biết sâu sắc" trong Phật giáo tập trung cho việc tích lũy "chánh niệm", là cái đòi hỏi sự hiểu biết về ba dấu ấn của sự tồn tại - dukkha (khổ), anicca (vô thường) và anatta (vô ngã). Trainor cho biết thêm, việc hiểu biết về tính chất vô ngã của thực tại sẽ thúc đẩy sự không dích mắc bởi vì "nếu không có cái gọi là linh hồn, thì cũng không có nơi nào cho thủ". Một khi người đó hiểu thấu đáo và chấp nhận học thuyết vô ngã, thì không còn sự tham đắm và thèm khát, hay một cách cụ thể là ái (taṇhā) đoạn tận.

## Sự khác biệt giữa dục ái (Tanha) và dục mong ước (Chanda)
Đạo Phật phân loại sự thèm muốn bằng hai từ Tanha hoặc Chanda. Dục mong ước (Chanda) có nghĩa đen là "điều thôi thúc, sự phấn khích, ý chí, sự thèm muốn".
Bahm nói rằng dục mong ước là "sự thèm muốn, nhưng không vượt quá, cái mà sẽ đạt được", trong khi dục ái là "sự thèm muốn hơn cái mà sẽ đạt được". Trong những bài kinh lúc ban đầu, ý nghĩa của từ Chanda là giống với Tanha.
Một vài tác giả như là Ajahn Sucitto giải thích rằng dục mong ước (chanda) là tích cực và không mang tính chất con đường, việc khẳng định và xác nhận nó để phân biệt với dục ái (tanha) là cái mang tính tiêu cực và mang tính con đường. Sucitto giải thích nó với vài ví dụ như là sự thèm muốn để áp dụng cho một người với một hành động tích cực như là thiền định. Đối lập với điều này, Rhys Davids và Stede thì cho rằng Chanda trong các bài kinh Phật giáo có cả hai nghĩa liên tưởng đến tính tích cực và tính tiêu cực; ví dụ như, đối với điều tiêu cực, thì trong kinh điển tiếng Pali liên hệ dục mong ước với "sự thèm khát nhục dục, sự ham thích thân xác" và nói rằng nó là một nguồn của sự đau khổ.
Peter Harvey nói rằng dục mong ước có thể là thiện hoặc bất thiện.